# 228P/LINEAR
228P/LINEAR è una cometa periodica ritenuta al momento della scoperta, avvenuta il 9 dicembre 2001, un asteroide e pertanto identificato con la designazione 2001 YX127.
In seguito a immagini riprese il 14 febbraio 2002 si è scoperto che in effetti si trattava di una cometa.
La cometa fa parte della famiglia delle comete gioviane e della famiglia di comete quasi-Hilda.